# متجاوز
متجاوز (انگلیسی: The Trespasser) فیلمی به کارگردانی ادموند گولدینگ است که در سال ۱۹۲۹ منتشر شد. از بازیگران آن می‌توان به گلوریا سوانسون، هنری بی. والتهال، و استوارت اروین اشاره کرد.